# Kungariket Sarawak
Kungariket Sarawak var en stat på Borneo skapad av Sir James Brooke 1841 då det blev självständigt från Sultanatet Brunei som en gest för att ha hjälpt till i striden mot sjöröveri och uppror. 1888 godkände Charles Anthoni Johnson Brooke, efterträdare till James Brooke, brittiskt beskydd, vilket gällde fram till 1946, då den tredje härskaren, Charles Vyner Brooke avstod sina rättigheter till Storbritannien.  1963 blev Sarawak en delstat i Malaysia.

## Styrelseskick
De tre vita rajorna av Sarawak var:
- Sir James Brooke (1841–1868)

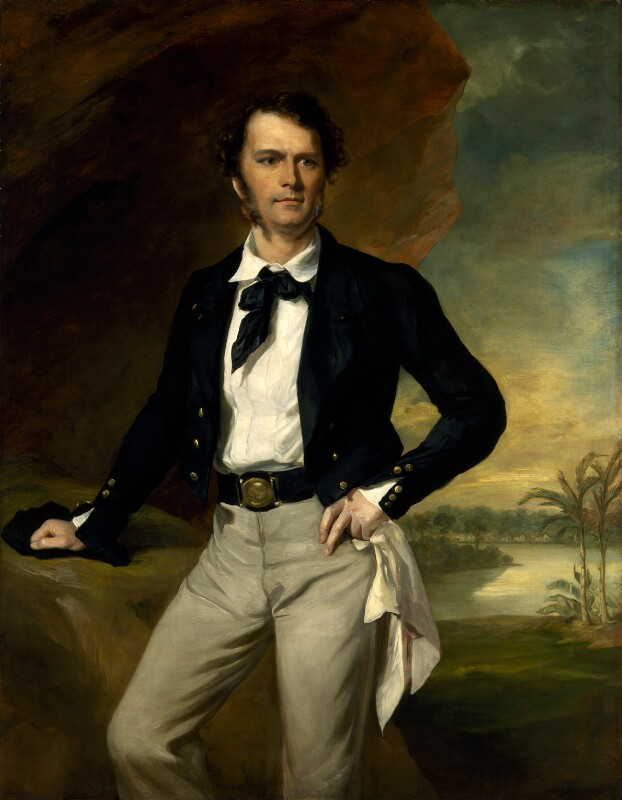
Sir James Brooke, Rajah av Sarawak

- Sir Charles Anthony Johnson Brooke (1868–1917)
- Sir Charles Vyner Brooke (1917–1946)